# بحيره الهلال في الصين
بحيرة الهلال (بالصينية: 月牙泉) تقع في صحراء غوبي على بعد حوالي 6 كيلومتر من جنوب مدينة دونهوانغ في شمال غرب الصين و وسط الصحراء الصينية تقع إحدى أجمل و أقدم البحيرات الصغيرة و هي واحة بحيرة الهلال و التي تشبه بشكلها شكل نصف القمر التي كانت تحتفظ بجمالها الرائعة منذ أكثر من 2000 عام.
معرضة لخطر الاختفاء تحت الرمال والتقلص بسرعة نتيجة لزيادة التصحر في المنطقة.
لكن في عام 2006 تدخلت الحكومة الصينية و قامت بالحفاظ عليها و تعبئتها بشكل مستمر بالمياه.